# Agripina Starija
Agripina Starija (lat. Agrippina Maior) (?, oko 14. pr. Kr. – otok Pandateria, danas Ventotene, 33.) bila je kći Marka Vipsanija Agripe.
Bila je u pratnji svojeg muža Germanika u Germaniju i na Istok, odakle je prenijela njegov pepeo u Rim. Nakon što ju je Tiberije optužio da je ubila muža, prognao ju je na otok Pandateriju, gdje je počinila samoubojstvo.